# Yūto Maeda
Yūto Maeda (前田 悠斗 Maeda Yūto?, Hyogo, 22 de noviembre de 1994) es un exfutbolista japonés que jugaba como centrocampista.

## Trayectoria

### Clubes
| Club                  | País  | Año       |
| --------------------- | ----- | --------- |
| A. C. Nagano Parceiro | Japón | 2017-2018 |
| F. C. Osaka           | Japón | 2019-2022 |